# Policarbonato
Un policarbonato è un polimero termoplastico ottenuto dall'acido carbonico, avente formula di struttura generale:
dove R è una catena alchilica derivata da un diolo tipicamente aromatico. I policarbonati fanno parte, con molte distinzioni, delle resine poliesteree. Il più importante è quello derivato dal bisfenolo A.
La sigla DIN 7728 e 16780 del policarbonato è "PC".

## Storia
Nel 1898 Alfred Einhorn studiò i policarbonati aromatici. Nel 1928 E. I. Carothers della DuPont studia egli stesso il materiale, ma la prima produzione industriale risale al 1953 ad opera di Hermann Schnell presso la Bayer AG. Questo policarbonato era basato sul 2,2-Bis(4-hydroxyphenyl)propan (Bisfenolo A). Bayer iniziò la produzione massiva nel 1958 usando il marchio Makrolon. Nel 1973 seguì la General Electric con la produzione del Lexan (SABIC).
I policarbonati di bisfenolo A hanno visto crescere molto il loro utilizzo per le loro particolari proprietà di trasparenza, resistenza termica e meccanica, proprietà elettriche e durezza.

## Caratteristiche
I policarbonati resistono agli acidi minerali, agli idrocarburi alifatici, alla benzina, ai grassi, agli oli, agli alcoli (tranne l'alcol metilico) e all'acqua sotto i 70 °C. Al di sopra di tale temperatura l'acqua attacca il polimero favorendo una graduale decomposizione chimica. La biodegradabilità è scarsa e richiede tempi lunghi.
A seconda della polimerizzazione i policarbonati di bisfenolo A hanno pesi molecolari medi che variano tra 20 000 e 200 000.
I policarbonati con pesi tra 22 000 e 32 000 vengono processati per iniezione (viscosità intrinseca [ŋ]=0,45-0,58 dL/g a 30 °C in diclorometano), mentre quelli con pesi superiori a 60 000 ([ŋ]=0,95 dL/g) hanno un'alta viscosità del fuso e devono essere processati in soluzione.
Le proprietà meccaniche, quali allungamento, carico a rottura, resistenza all'urto e alla flessione, mostrano un rapido aumento con il peso molecolare fino a raggiungere un plateau per valori del peso molecolare intorno ai 22 000, peso per il quale è ancora garantita una buona lavorabilità per estrusione e stampaggio. Di fondamentale importanza ai fini delle applicazioni del policarbonato è la sua elevata tenacità. Il policarbonato è sensibile all'intaglio, con conseguente riduzione della resistenza a fatica. In caso di usura può essere impiegato solo limitatamente.
Il policarbonato di bisfenolo-A presenta un elevato indice di rifrazione (1,584) dovuto al suo carattere aromatico. La trasparenza e l'assenza di colore permettono una permeabilità alla luce dell'89% nello spettro del visibile. Gli UV vengono assorbiti e causano ingiallimento, si utilizzano perciò degli stabilizzatori come i benzotriazoli o delle protezioni applicate sulla superficie esposta agli agenti atmosferici. La trasparenza del policarbonato, unita alle proprietà meccaniche, fa di esso il sostituto naturale del vetro, a differenza del quale è curvabile a freddo.
Il policarbonato presenta una struttura molecolare stericamente impedita, ciò limita la libertà di rotazione attorno ai legami assiali della catena polimerica con conseguente irrigidimento della stessa. Di conseguenza l'impaccamento delle macromolecole risulta difficile, e la cristallizzazione non avviene spontaneamente.
Il polimero può cristallizzare attraverso prolungato riscaldamento a temperatura elevata (180 °C per otto giorni) o per stiramento dei film a 186 °C.
I policarbonati altamente cristallini fondono a circa 260 °C e sono meno solubili di quelli amorfi, hanno un'alta capacità di concentrare la luce e sono usati per produrre lenti. Di contro presentano il problema di avere una superficie tenera e graffiabile.
La temperatura di transizione vetrosa è di 150 °C, alta se paragonata a quella di molti altri polimeri, il polistirene presenta ad esempio una Tg di 100 °C. Un elevato valore di Tg è sintomo di stabilità dimensionale come pure di una notevole resistenza alla frattura sotto carico, determina inoltre il valore massimo limite della temperatura di uso del materiale per il mantenimento delle proprietà. Il modulo elastico resta costante anche fino a 130 °C. Esistono però anche dei problemi connessi con tale alta temperatura di transizione vetrosa, problemi legati soprattutto alla lavorabilità. L'estrusione del policarbonato prevede infatti temperature intorno ai 300 °C e ciò richiede macchine e stampi speciali, differenti da quelli utilizzabili per la maggior parte delle materie plastiche.

## Applicazioni
I policarbonati vengono usati nei più svariati campi di applicazione:
- nell'ottica per le lenti degli occhiali, negli obiettivi delle macchine fotografiche e anche nella costruzione di scafandri per fotocamere subacquee;
- come supporto per la registrazione ottica di informazioni digitali: CD, DVD, Blu-ray e la carta a memoria ottica;
- in elettronica, come isolante per condensatori ad alta capacità ed elevata tensione di lavoro, nell'assemblaggio dei telefoni mobili, cellulari, smartphone, come componente fondamentale dell'involucro esterno, poco soggetto a deterioramento per caduta, escoriazione, ecc.;
- nel settore dei trasporti, per i caschi e per le coperture dei fanali;
- nell'edilizia, al posto dei vetri, come lastra spessa o lastra alveolare;
- nel settore militare: giubbotti antiproiettile e scudi antisommossa;
- nel settore dell'aeronautica, per i tettucci e gli oblò dei moderni aeroplani;
- nell'illuminazione elettrica, per i trasparenti (plafoniere, globi stradali ecc.);
- nel settore alimentare per la costruzione di bottiglie (applicazione in campo alimentare in seguito sostituita dal PET): la norma che vieta l’impiego del Bisfenolo A nei biberon di plastica è stata pubblicata nella Gazzetta ufficiale dell’Unione Europea del 29.1.11  (serie L, pagina 26, direttiva 2011/8/UE della Commissione del 28 gennaio 2011 che modifica la direttiva 2002/72/CE);
- nel settore industriale per la costruzione di protezioni antinfortunistiche;
- per le sue caratteristiche di resistenza meccanica, per la realizzazione di cappucci e fusti di penne stilografiche, come, a solo titolo di esempio, l'Aurora Auretta e diversi modelli di Lamy, che hanno utilizzato il Makrolon della Bayer.

Nel campo medico il policarbonato ha trovato largo impiego: la possibilità di sterilizzare in autoclave (poiché Tg = 150 °C), o mediante raggi gamma alcuni composti a base di PC ne ha permesso l'utilizzo nelle apparecchiature per l'emodialisi artificiale e per la cardiochirurgia, per la prima infanzia e le cure domiciliari (biberon, aerosol, incubatrici).
Nell'edilizia civile e industriale i pannelli in policarbonato, grazie alla loro leggerezza, luminosità, resistenza e versatilità, vengono utilizzati per realizzare coperture e finestrature. Molto utilizzato anche per la fabbricazione di tubi estrusi.